# Cinergi Pictures
La Cinergi Pictures Entertainment Inc era una piccola società di produzione indipendente, formata nel 1992 da Andrew G. Vajna. Vajna aveva precedentemente venduto le proprie azioni della sua prima società di produzione, la Carolco International Pictures nel 1989, che aveva fondato con il suo partner Mario Kassar nel 1975.
Cinergi ha pubblicato tra i pochi anche grandi film dal 1992 al 1998, che comprendono Tombstone, Die Hard - Duri a morire, Gli intrighi del potere ed Evita.
Tuttavia, il box-office e i bilanci per i loro film iniziano a cadere alla fine del 1996, e la Cinergi Pictures è costretta a chiudere nel 1998. Ironia della sorte, lo stesso anno, anche la Carolco Pictures di Kassar era fallita e, i due infine sono diventati di nuovo partner nel 2002, formando la C2 Pictures, attiva fino al 2008.
Molti dei suoi film sono stati distribuiti dalla The Walt Disney Company tramite la Touchstone Pictures e la Hollywood Pictures.

## Filmografia
- Mato Grosso (1992) (con Hollywood Pictures)
- Super Mario Bros. (1993) (con Hollywood Pictures)
- Tombstone (1993) (con Hollywood Pictures)
- Mezzo professore tra i marines (1994) (con Touchstone Pictures)
- Il colore della notte (1994) (con Hollywood Pictures)
- Die Hard - Duri a morire (1995) (con 20th Century Fox)
- Dredd - La legge sono io (1995) (con Hollywood Pictures)
- La lettera scarlatta (1995) (con Hollywood Pictures)
- Gli intrighi del potere (1995) (con Hollywood Pictures)
- Qualcosa di personale (1996) (con Touchstone Pictures)
- Evita (1996) (con Hollywood Pictures)
- Shadow Conspiracy (1997) (con Paramount Pictures e Hollywood Pictures)
- Deep Rising - Presenze dal profondo (1998) (con Hollywood Pictures)
- Hollywood brucia (1998) (con Hollywood Pictures)